# Matchless Silver Hawk-serie
De Matchless Silver Hawk-serie is een serie motorfietsen die het Britse merk Matchless produceerde van 1931 tot 1935.

## Voorgeschiedenis
De oprichter van Matchless, Henry Herbert Collier, had vanaf 1902 motorfietsen geproduceerd met inbouwmotoren die voornamelijk bij JAP en MAG werden gekocht. Zijn oudste zoons Harry en Charlie waren al in de jaren nul talentvolle motorcoureurs en zij begonnen in de jaren tien ook zelf motorblokken te ontwikkelen. Hun twintig jaar jongere broer Herbert William ("Bert") zat toen nog op school. In 1925 overleed vader Henry en in 1926 studeerde Bert af aan Woolwich Polytechnic (tegenwoordig de Universiteit van Greenwich). Hij ging bij zijn broers in de leer, aanvankelijk in de tekenkamer van de Matchless-fabriek in Woolwich. 

### Matchless Silver Arrow
Na het overlijden van hun vader begonnen de broers zich meer en meer los te maken van hun toeleveranciers voor wat betreft de motoren. Het 350cc-Model L/3 had al in 1924 een eigen zijklepmotor gekregen en het 1.000cc-Model M/3 in 1926. In 1929 ontwikkelde Charlie een geheel nieuwe motor: de Matchless Silver Arrow met een 400cc-zijklep-V-twin met een blokhoek van slechts 18°. De machine was al in standaarduitvoering tamelijk rijk uitgerust en had al moderne snufjes zoals achtervering, een zadeltank en een middenbok. De presentatie volgde echter op het meest ongelukkige moment: een paar weken na de beurskrach van 1929. 

## Matchless Silver Hawk en Silver Hawk De Luxe
Al in het eerste productiejaar (1930) vielen de verkopen van de Silver Arrow zwaar tegen. Bert begon onmiddellijk met de ontwikkeling van een nieuwe, zwaardere machine, de 600cc-Silver Hawk. Bert bouwde de machine nog veel moderner (en duurder) dan de Silver Arrow. Op de eerste plaats was daar de 18º V4 met kopkleppen en een bovenliggende nokkenas die door een koningsas werd aangedreven. Hoewel het model officieel "Silver Hawk 5,93 HP" heette, leverde de motor ongeveer 26 pk. Deze 5,93 HP verwees dan ook naar het fiscaal vermogen, vastgesteld volgens de ACU-rating. Er waren wel overeenkomsten met de Silver Arrow: zo zat de olietank voor het motorblok en de vierversnellingsbak er onder. Ook werd de Lucas-ontsteking door een asje aangedreven. Het betrof nu echter wel een dynamo-bobineontsteking (de Silver Arrow had nog magneetontsteking). De versnellingsbak was nog handgeschakeld, maar voor 30 shilling kon men ook voor voetschakeling kiezen. De Silver Arrow had ook de cantilever-achtervering zoals Vincent-HRD die in 1928 had geïntroduceerd. Behalve de moderne middenbok kreeg de machine ook nog een ouderwetse standaard bij het voorwiel. De machine had - net als de Silver Arrow - een integraal remsysteem, waarbij de voor- en achterrem waren gekoppeld zodat ze beide met de voet bediend konden worden. 
De De Luxe-versie was voorzien van Lucas-elektrische verlichting, een elektrische claxon, snelheidsmeter, ontstekingsschakelaar, oliepeilglas en het instrumentenpaneel op het stuur. Voor 15 shilling werd een afneembare bagagedrager geleverd.

## Matchless Model 33/B Silver Hawk, Model 34/B Silver Hawk en Model 35/B Silver Hawk (De Luxe)
Vanaf 1933 veranderden de modelaanduidingen bij Matchless en werd steeds het jaartal vermeld. Zo ontstonden de modelnamen Model 33B Silver Hawk, Model 34/B Silver Hawk en Model 35/B Silver Hawk.

## Einde productie
Zoals gezegd was de Matchless Silver Hawk erg duur, zeker in de crisisjaren. Het Model 35/B kostte 78 pond en 10 shilling, terwijl het 1.000cc-Model 35/X4 slechts 68 pond kostte. Bovendien was er de concurrentie van andere merken. Ariel bracht in 1931 de 500cc-viercilinder Square Four op de markt, die al in 1932 op 600 cc werd gebracht. Brough Superior bracht in 1932 een viercilinder met 800cc-Austin-viercilinder uit. AJS kwam in 1931 met de zeer luxueuze S3. Dit laatste project werd in de kiem gesmoord toen Matchless het failliete AJS kocht en de productie van de S3 onmiddellijk stillegde. Desondanks moest de productie van de Silver Hawk-modellen in 1935 worden beëindigd. Matchless bracht de veel eenvoudiger eencilinder Matchless Model 35/C, die slechts 55 pond kostte. Van al deze luxe viercilinders bleef alleen de Ariel Square Four behouden, die ging pas in 1959 uit productie.

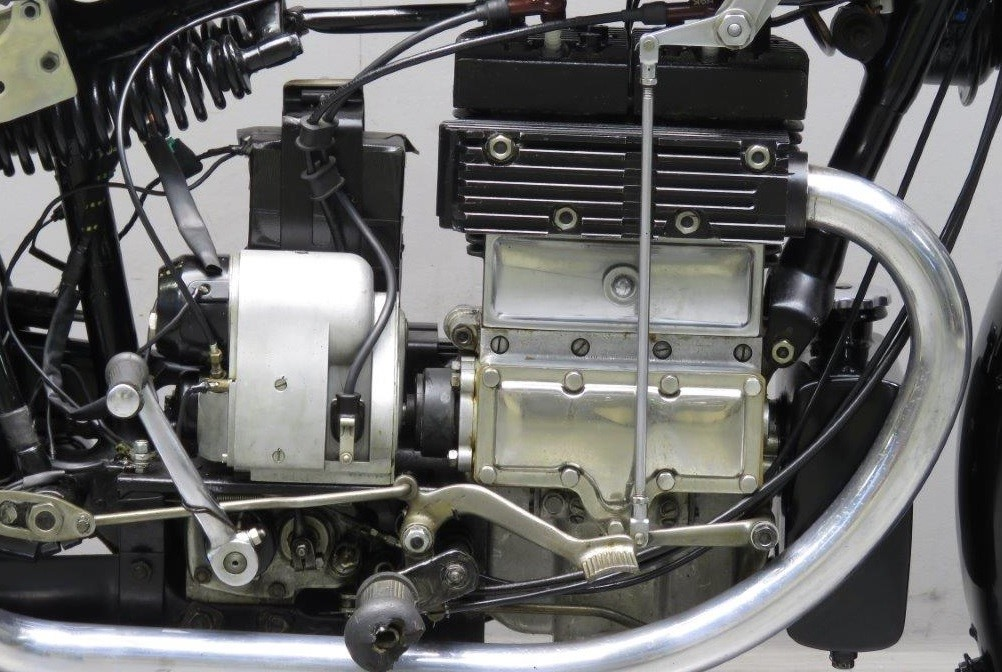
Voorganger: Matchless Silver Arrow 18º V-twin met zijkleppen
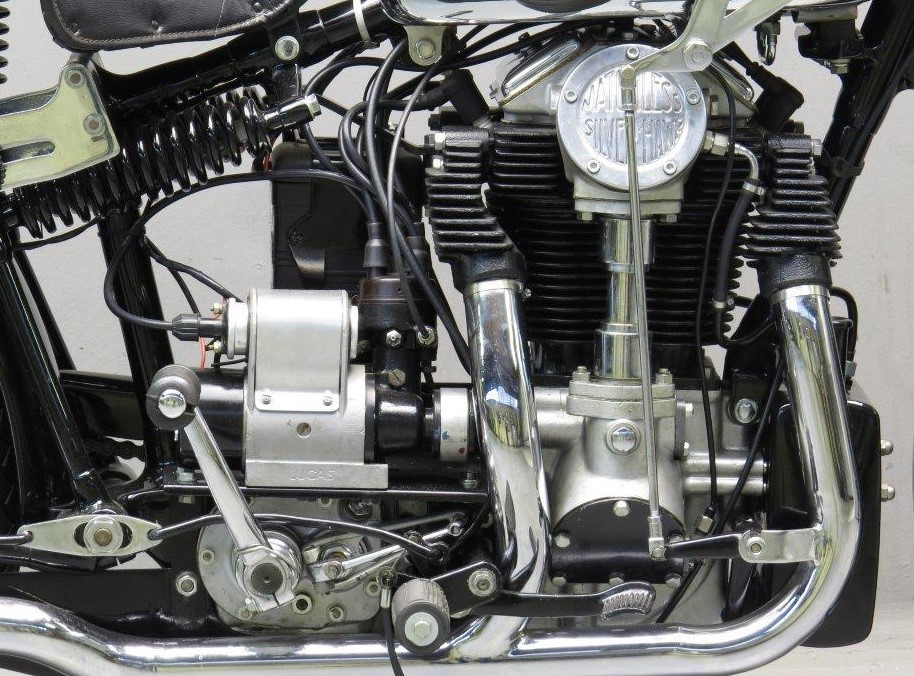
De Silver Hawk kopklep-V-vier
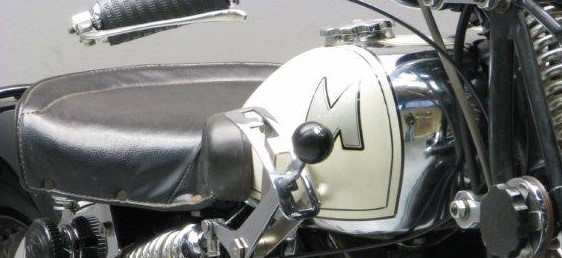
In 1931 verscheen voor het eerst de gestileerde "M" als beeldmerk
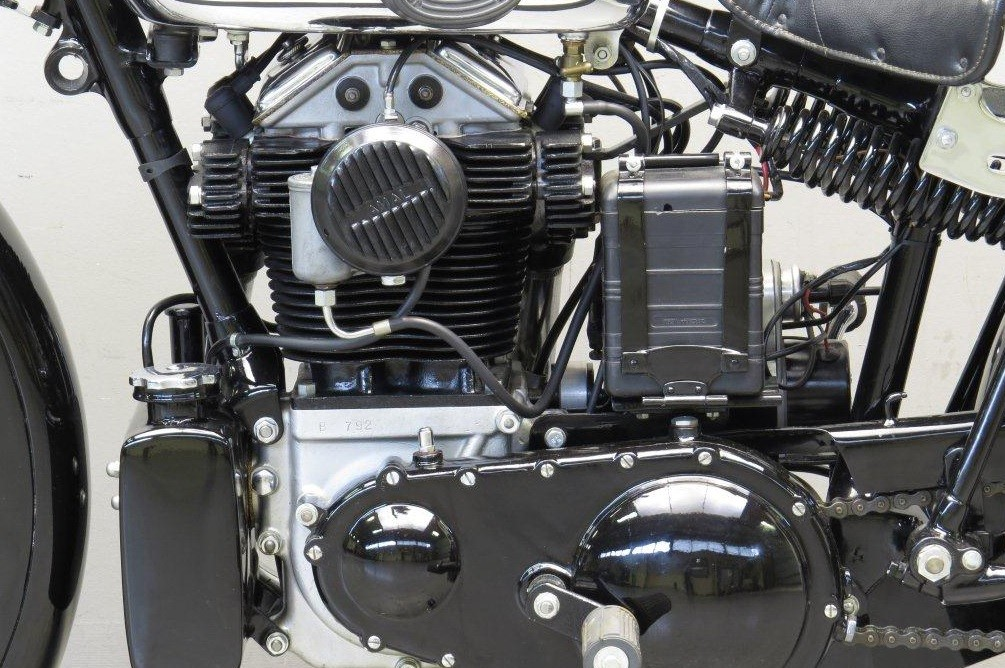
De primaire kettingkast zat stevig dichtgeschroefd, want de duplexketting liep in een oliebad.
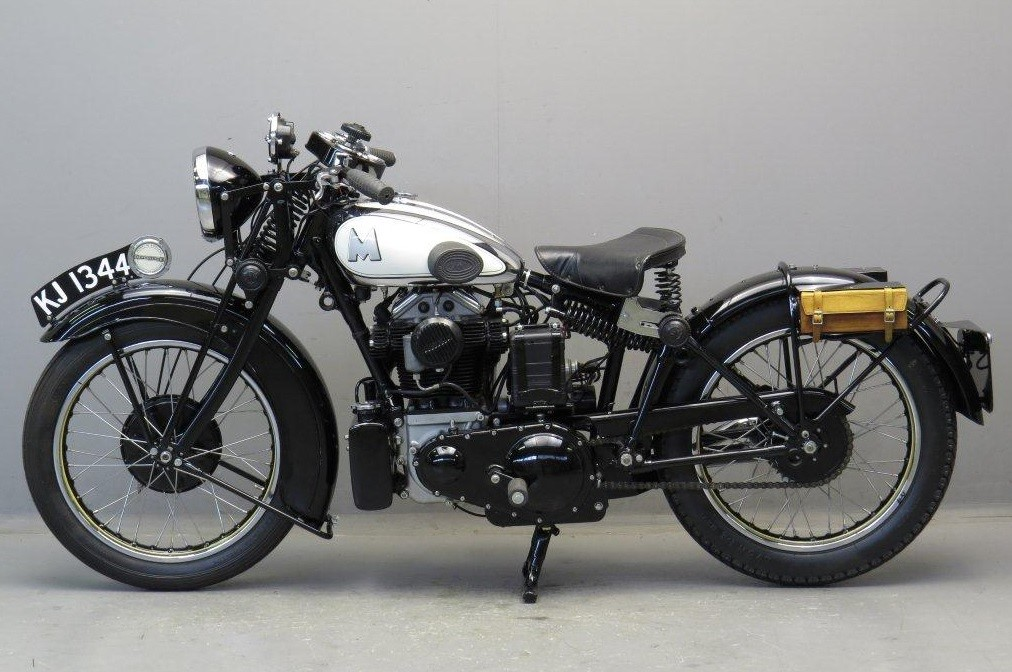
Silver Hawk De Luxe met een complete elektrische installatie van Lucas.